# Hyacinthus van Polen
Hyacinthus (Groß Stein (Kamień Śląski) (Silezië), 1185 - Krakau 1257) was een van de eerste dominicanen en is een belangrijke Poolse heilige.
Hyacinthus werd geboren uit een adellijke familie in Opper-Silezië met de naam Odrowąż. Hij had een oudere broer, de zalige Ceslas van Polen.
Hyacinthus werd opgeleid in Krakau, Praag, Parijs en Bologna. Hij was doctor in de rechten en de theologie. In Rome werkte hij samen met zijn oom, bisschop Ivo Konski van Krakau. Daar was hij getuige van een wonder dat de heilige Dominicus deed. Vervolgens werd hij een van de eerste predikheren. Hij bracht de dominicanenorde naar Polen en evangeliseerde in Polen, Pommeren, Litouwen, Zweden, Noorwegen, Denemarken, Schotland, Rusland, Turkije en Griekenland. Bij een aanval op een klooster wist Hyacinthus een crucifix en een Mariabeeld te redden, hoewel dit beeld zo zwaar was dat hij het normaal gesproken nooit had kunnen tillen. Hyacinthus wordt in de kunst gewoonlijk met beide beelden afgebeeld.
Hij werd op 17 april 1594 heilig verklaard door paus Clemens VIII.
Hij wordt de apostel van Polen genoemd en is de patroonheilige van Polen. Zijn feestdag is 17 augustus.